# Antoine Fuqua
Antoine Fuqua (* 19. ledna 1966 Pittsburgh, Pensylvánie) je americký filmový režisér. Ve svých počátcích se věnoval režírování videoklipů (Stevie Wonder, Prince) a reklam. Svůj první film nazvaný Střelci na útěku natočil v roce 1998. Od roku 1999 je jeho manželkou herečka Lela Rochon.

## Filmografie (výběr)
- Střelci na útěku (1998)
- Slzy slunce (2003)
- Hudba duše (2004)
- Král Artuš (2004)
- Odstřelovač (2007)
- Nejlepší z Brooklynu (2009)
- Pád Bílého domu (2013)
- The Equalizer (2014)